# Myosan-myeon
Myosan-myeon (koreanska: 묘산면) är en socken i Sydkorea. Den ligger i kommunen Hapcheon-gun i provinsen Södra Gyeongsang, i den centrala delen av landet, 230 km söder om huvudstaden Seoul.